# Menna (vescovo)
Menna (fl. VI-VII secolo) è stato un vescovo italiano, vissuto a cavallo fra il VI e il VII secolo.

## Biografia
Menna è il terzo vescovo di Telesia di cui si ha notizia.
Il vescovo viene citato in un documento di Papa Gregorio I che recita «Imperantibus Domino Mauritio, et Tiberio Augustis, anno Incarnat. Dominicae sexcentesimo primo, eodemque domino undecies Consule sub die tertio nonarum Octobrium, praesidente Beatissimo et Apostolico Papa Gregorio, atque consedentibus Reverendissimis Menna Episcopo Telesino, Basilio Capuano, Constantio Numentano [...]». Da questa lettera si apprende che il 5 ottobre dell'anno 600 si svolse un Concilio presieduto dal papa e al quale parteciparono numerosi vescovi tra i quali il vescovo telesino Menna.
Il fatto che in questo documento il vescovo Menna sia stato citato subito dopo il pontefice testimonia l'importanza che egli aveva nella corte papale e può essere dovuto, o perché era il prelato con la più antica anzianità di consacrazione, o perché Menna si era reso benemerito presso il papa per aver reso particolari servigi.
Certamente Menna occupò una posizione di rilievo nella corte papale tanto che fu delegato dal pontefice a trattare con la regina dei Franchi Brunechilde.
Un'altra notizia relativa al vescovo telesino Menna è riportata in una lettera di papa Gregorio I nella quale il pontefice rende onore al vescovo Menna, lodando le sue qualità. Tale lettera è stata scritta dal papa all'indomani di un processo che vide coinvolto Menna, accusato di dubbi costumi. Dopo l'assoluzione del vescovo il papa volle quindi riabilitarlo pubblicamente con una lettera piena di elogi.